# Uncut (magazine)
Pour les articles homonymes, voir Uncut.
Uncut est un magazine mensuel britannique, dont la rédaction est basée à Londres, consacré à la musique, mais aussi au cinéma et à la littérature.

## Histoire
Le premier numéro est édité au mois de mai 1997. Le magazine est dirigé par Allan Jones, un ex-journaliste du Melody Maker. Jones crée Uncut en réaction à la volonté toujours plus croissante de rajeunir le panel des lecteurs du Melody Maker, à la suite de l'arrivée de la Britpop.
Le contenu d'Uncut tourne autour d'articles racontant la genèse d'albums anciens devenus depuis des classiques. Des numéros spéciaux ont été consacrés à Radiohead, Bob Dylan, Bruce Springsteen, The Byrds, David Bowie, Eric Clapton, John Lennon, Pink Floyd, Queen, Martin Scorsese, Morrissey, George Harrison, Jimmy Page ou encore à Led Zeppelin.
Le magazine est aussi connu pour ses multiples listes qu'il publie régulièrement, comme celle des « 100 meilleurs premiers albums ».